# 西城秀樹 IN 夜のヒットスタジオ
『西城秀樹 IN 夜のヒットスタジオ』は、西城秀樹の映像作品。2020年5月16日にソニー・ミュージックダイレクトよりリリースされた。発売元はフジテレビジョン（6DVD:DQBX-1231～36）。
1975年5月から1987年12月までの合計172回の出演映像の中から厳選された120シーンが収録されている。

## 収録内容
カッコ内は放送日
Disc-1
1. 恋の暴走（1975年5月26日）
2. 至上の愛（1975年9月1日、1975年10月6日）
3. 白い教会（1975年11月3日、1975年11月17日、1975年12月22日）
4. 君よ抱かれて熱くなれ（1976年2月23日、1976年3月15日、1976年5月10日）
5. ジャガー（1976年7月19日）
6. 若き獅子たち（1976年9月20日、1976年10月25日、1976年11月15日）
7. ラストシーン（1976年12月20日、1977年1月3日）
8. ブーメラン ストリート（1977年3月14日、1977年4月11日）
9. セクシーロックンローラー（1977年6月13日）
10. ボタンを外せ（1977年8月15日、1977年9月26日）
11. 傷だらけのローラ（1977年10月3日）
12. ボタンを外せ（1977年10月17日、1977年11月21日）
13. ブーツをぬいで朝食を（1977年12月26日、1978年1月2日、1978年2月13日）
14. あなたと愛のために（1978年3月6日、1978年4月17日）

Disc-2
1. 炎（1978年5月8日、1978年6月5日、1978年7月3日）
2. ブルースカイ ブルー（1978年8月28日、1978年9月18日、1978年10月16日、1978年11月6日）
3. 遥かなる恋人へ（1978年12月4日、1979年1月22日）
4. YOUNG MAN (Y.M.C.A.)（1979年2月12日、1979年3月5日、1979年4月9日）
5. YOUNG MAN (Y.M.C.A.)、ホップ・ステップ・ジャンプ（1979年5月7日）
6. ホップ・ステップ・ジャンプ（1979年7月16日）
7. 勇気があれば（1979年8月20日、1979年9月3日、1979年9月24日、1979年10月29日、1979年12月10日、1979年12月24日）
8. 悲しき友情（1980年2月4日）
9. 俺たちの時代（1980年5月26日、1980年6月16日）

Disc-3
1. エンドレス・サマー（1980年7月7日、1980年8月4日、1980年8月25日）
2. サンタマリアの祈り（1980年9月15日、1980年11月10日）
3. 眠れぬ夜（1980年12月8日、1981年1月12日、1981年2月2日）
4. リトル ガール（1981年3月9日、1981年4月13日、1981年5月4日）
5. セクシー・ガール（1981年6月8日、1981年7月6日、1981年8月3日)
6. センチメンタル・ガール（1981年8月31日、1981年9月28日）
7. ジプシー（1981年12月14日、1981年12月28日、1982年1月25日、1982年2月22日）
8. 南十字星（1982年4月5日、1982年5月17日）
9. 聖・少女（1982年6月14日、1982年7月26日）

Disc-4
1. 漂流者たち（1982年9月27日、1982年11月8日、1982年12月6日）
2. ギャランドゥ（1982年12月27日、1983年1月24日、1983年2月21日、1983年4月4日）
3. ナイト・ゲーム（1983年5月9日、1983年6月13日、1983年7月11日、1983年8月1日）
4. 哀しみのStill（1983年8月29日、1983年9月19日、1983年11月7日）
5. Do You Know（1983年12月26日、1984年3月26日）
6. Through the night（1984年4月9日）
7. ジェラシー（1984年5月14日）
8. 背中からI Love You（1984年6月11日、1984年8月6日）
9. パシフィック（1984年8月27日）
10. 背中からI Love You（1984年9月10日）
11. 一万光年の愛（1985年2月4日、1985年3月11日）
12. ミスティ・ブルー（1985年5月1日）
13. Boogie-Woogie-Whisky Rain（1985年5月22日）
14. ミスティ・ブルー（1985年6月19日）

Disc-5
1. BEAT STREET、リアル・タイム（1985年7月10日）
2. BEET STREET（1985年9月18日）
3. ジャガー、ジプシー、ギャランドゥ、ブルースカイ ブルー（1985年12月11日）
4. 腕の中へ -In Search of Love-（1985年12月18日）
5. クリスマス・イブ（1985年12月25日）
6. 腕の中へ -In Search of Love-（1986年2月5日）
7. 追憶の瞳 〜LOLA〜（1986年3月5日、1986年4月30日、1986年5月21日）
8. CITY DREAMS FROM TOKYO（1986年6月18日）
9. YUME NO SASAYAKI-夢の囁き-（1986年7月9日）
10. Rain of Dream 夢の罪（1986年8月6日）
11. 聖・少女、Rain of Dream 夢の罪（1986年8月27日）
12. Rain of Dream 夢の罪（1986年9月24日）
13. 約束の旅 〜帰港〜（1986年11月19日、1986年12月10日）
14. 心で聞いたバラード（1987年10月28日、1987年12月2日）

Disc-6 特典映像
1. 恒例！オールスター紅白水泳大会（1973年7月17日）「情熱の嵐」
2. 第2回オールスター寒中水泳大会（1974年2月12日）「バラの鎖」
3. 第2回FNS歌謡祭　決定'74音楽大賞年間グランプリ（1974年12月19日）「傷だらけのローラ」
4. '75オールスター雪の祭典（1975年2月4日）「涙と友情」
5. 第3回FNS歌謡祭　発表'75音楽大賞上期賞（1975年7月1日）「恋の暴走」
6. 第4回FNS歌謡祭（1975年12月2日）「至上の愛」
7. スターどっきりマル秘報告 ブーブークッション インタビュー（1976年4月8日）
8. スターどっきりマル秘報告　寝起き訪問（1976年4月15日）「君よ抱かれて熱くなれ」
9. オールスター寒中水泳大会（1978年2月7日）「ブーツを脱いで朝食を」
10. スターどっきりマル秘報告 スキー場でニセパトロール隊に…（1978年4月6日）
11. ザ・スター（1981年6月17日）「この愛のときめき」「青春に賭けよう」
12. '90FNS歌謡祭（1990年12月11日）「YOUNG MAN (Y.M.C.A)」
13. ヒットパレード90's（1991年3月8日）「ギャランドゥ～～激しい恋～ちぎれた愛～薔薇の鎖～恋の暴走～情熱の嵐～ジャガー～ブルースカイ ブルー～YOUNG MAN (Y.M.C.A)」
14. ライオンのごきげんよう トークゲスト（1992年3月12日）
15. ライオンのごきげんよう トークゲスト（1992年3月13日）